# Guardea
Guardea település Olaszországban, Terni megyében. Lakosainak száma 1743 fő (2023. január 1.). Guardea Alviano, Amelia, Avigliano Umbro, Civitella d'Agliano, Montecastrilli és Montecchio községekkel határos.

## Népesség
A település népességének változása:
| Lakosok száma | 1829 | 1803 | 1743 |
|               | 2017 | 2018 | 2023 |